# Paulo Garcia
Paulo de Siqueira Garcia (Goiânia, 13 de maio de 1959 — 30 de julho de 2017) foi um médico e político brasileiro filiado ao Partido dos Trabalhadores (PT). Exerceu, de 1º de abril de 2010 a 31 de dezembro de 2016, o cargo de prefeito de Goiânia. Foi eleito como vice-prefeito na chapa de Iris Rezende no dia 5 de outubro de 2008 mas assumiu ao cargo após este renunciar para concorrer ao cargo de governador nas eleições de 2010.

## Biografia
Paulo de Siqueira Garcia nasceu em 13 de maio de 1959 em Goiânia. Casado e pai de dois filhos, se formou em Medicina pela Universidade Federal de Goiás (UFG), se especializando em neurocirurgia. Foi nesta época em que começou sua trajetória política, atuando no movimento estudantil da UFG.

### Carreira política
Paulo Garcia foi secretário de organização do PT de Goiânia, suplente de vereador em Goiânia em 2000 e deputado estadual de Goiás entre 2002 e 2006. Na atuação parlamentar, implantou o Conselho de Mandato, que assegurou de forma sistematizada, por meio de 17 comissões temáticas, a participação popular em sua conduta parlamentar. Foi eleito vice-prefeito de Goiânia no dia 5 de outubro de 2008, na chapa que reelegeu o prefeito Iris Rezende.

### Prefeitura de Goiânia
Em 1º de abril de 2010, Garcia assumiu o cargo de prefeito de Goiânia com a renúncia de Iris Rezende, se tornando o terceiro prefeito petista da capital goiana, após Darci Accorsi e Pedro Wilson. Ao assumir a prefeitura, Garcia assegurou que não faria modificações na estrutura administrativa do município. Os partidos que compunham o governo de Iris Rezende mantiveram suas secretarias, mesmo que muitos secretários tenham se desincompatibilizado para concorrer a cargos públicos nas eleições de 2010. Apesar do pouco tempo no exercício do mandato, Garcia teve sua administração criticada no programa eleitoral do então candidato a governador Marconi Perillo, do PSDB. Paulo Garcia foi reeleito nas eleições de 2012 ainda no 1° turno, com mais de 57% dos votos válidos. 

### Morte
Morreu de infarto em 30 de julho de 2017.

### Legado

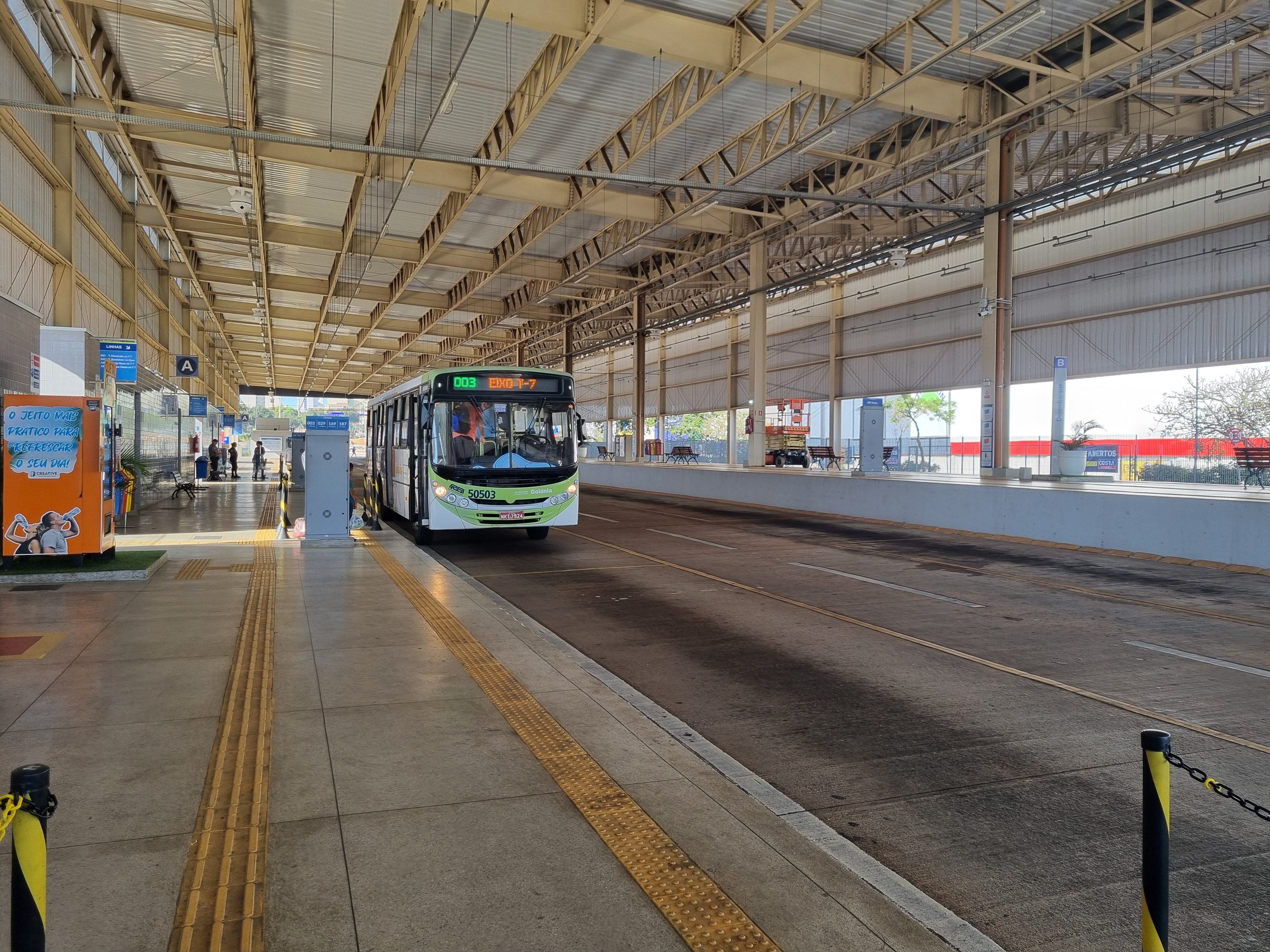
Ônibus coletivo da RMTC Goiânia passando no Terminal Paulo Garcia, em maio de 2024.

Foi homenageado com a nominação de um terminal em sua homenagem, o Terminal Paulo Garcia, inaugurado em 2023.